# Acronicta rumicis
Acronicta rumicis je vrsta noćnog leptira (moljca) iz porodice sovica (Noctuidae). Vrstu je opisao Karl Line, 1758. godine u svom delu Systema Naturae. Jedna je od najčešćih vrsta u okviru roda Acronicta.

## Rasprostranjenje i stanište
Vrsta je palearktičkog rasprostranjenja, a česta je u Kini, na Korejskom poluostrvu i u Japanu, kao i širom Evrope, sa izuzetkom krajnjeg severa. Nema posebnih preferencija po pitanju habitata, ali su livade, šumski rubovi i čistine, bašte i ostala staništa sa umereno vlažnim uslovima optimalni. Iako je, u određenom delu areala, beleženo i prenamnožavanje koje je rezultovalo izvesnom štetom u agrikulturi, Acronicta rumicis ubrzano menja status ugroženosti, zbog gubitka adekvatnih staništa usled eksploatacije prirodnih resursa. Ovo je naročito slučaj u razvijenim zemljama.

## Biljka hraniteljka
Gusenice se hrane polifagno, lišćem zeljastih, polužbunastih i žbunastih biljnih vrsta. Često beležene hraniteljke su: Rubus fruticosus (kupina), Prunus spinosa (trnjina), Taraxacum officinale (maslačak), Plantago lanceolata (uskolisna bokvica), Rumex crispus (zelje), Humulus lupulus (hmelj) i druge. Naučne studije i poljoprivredna praksa ukazuju na umerenu štetu u usevima gajenih biljaka kao što su različiti kupusi (Brassica oleracea), jagode (Fragaria sp.), pasulj (Phaseolus vulgaris). Gusenice se hrane mladim izdancima i lišćem, te sprečavaju napredak biljaka. U veštačkim uslovima, hrane se i mladim lišćem listopadnih drvenastih vrsta.

## Životni ciklus
Acronicta rumicis najčešće ima dve generacije godišnje, a lete između aprila i avgusta. Gusenice se razvijaju od maja do jeseni. Stadijum u kom vrsta prezimljava je lutka. Ženke polažu jaja u koloni na list biljke hraniteljke. Jaja su spljoštena, beličasto smeđa i sa mnogobrojnim radijalnim usecima. Nakon desetak dana, izležu se gusenice koje tokom prvog stupnja imaju proziran integument i crnu glavenu kapsulu. Po sledećem presvlačenju, integument se prekriva širokim i crnim papiloznim osnovama seta. Četvrti i osmi abdminalni segment već tokom ovog stupnja deluju krupnije od ostalih. Larve trećeg stupnja dobijaju markacije na integumentu, i to narandžasta polja koja sačinjavaju lateralnu liniju i bela polja na mestu subdorzalnih linija. Nakon sledećeg presvlačenja, razlika između četvrtog i osmog abdominalnog segmenta i svih ostalih je očitija, a sete duže. Gusenica petog stupnja varira u izgledu, u zavisnosti od ishrane, vremenskih uslova i meseca. Integument je smeđ, crn ili čak plavičast, raskošno ukrašen belim, narandžastim i crnim poljima kao i čupercima seta bele do svetlo smeđe boje. Odmaraju u defanzivnom položaju, podižući torakalni i kaudalni deo tela. 

### Prezimljavanje
Pred zimu, gusenice se ulutkavaju u zaštitnom kokonu sačinjenom od jednog sloja svilenih niti i dostupnog materijala (grančice, lišće...). Sama lutka je glatka i tokom zime menja boju od smeđe do crne.

## Opis adulta
Raspon krila je do 45mm. Prednja krila su u različitim tonovima sive boje, a donja smeđa. Na prednjim krilima vidljva je bela, orkugla i oivičena markacija. Opisano je mnoštvo formi, koje se pojavljuju u različitim geografskim područjima. Osim razlika u obojenju, raspon krila može varirati i generalno je veći u azijskom delu areala.